# Busch (Sprockhövel)
Busch ist eine Hofschaft im Stadtteil Gennebreck der Stadt Sprockhövel im Ennepe-Ruhr-Kreis, Nordrhein-Westfalen.

## Lage und Beschreibung
Busch liegt im südwestlichen Teil des Sprockhöveler Stadtgebiets an der nördlichen Flanke des Höhenzugs bei Mettberg nahe der Stadtgrenze zu Wuppertal im Süden. Östlich befindet sich das Kirchdorf Herzkamp, die größte Ansiedlung im Stadtteil.
Weitere Nachbarorte sind Ellerhäuschen, Äckern, Erlen, Einerfeld, Einern, Winkelstraße, Lehn, Stöcken, Stöckerbecke und Huxel. Der Ort ist über einen Verbindungsweg zwischen der Landesstraße 70 (L70) und der Landesstraße 924 erreichbar, der auch Mettberg anbindet. Im Ort befindet sich ein landwirtschaftlicher Betrieb.

## Geschichte
Busch gehörte bis 1807 der Gennebrecker Bauerschaft innerhalb des Hochgerichts und der Rezeptur Schwelm des Amts Wetter in der Grafschaft Mark an. Von 1807 bis 1814 war Busch aufgrund der napoleonischen Kommunalreformen im Großherzogtum Berg Teil der Landgemeinde Gennebreck innerhalb der neu gegründeten Mairie Hasslinghausen im Arrondissement Hagen, die nach dem Zusammenbruch der napoleonischen Administration nun der Bürgermeisterei Haßlinghausen (ab 1844 Amt Haßlinghausen) im Landkreis Hagen (ab 1897 Kreis Schwelm, ab 1929 Ennepe-Ruhr-Kreis) angehörte.  
Busch erscheint auf der Niemeyersche Karte, Ausgabe Spezialkarte des Bergwerkdistrikts des Distrikts Blankenstein, von 1788/89 als einzelnes Haus. Der Ort ist auf der Preußischen Uraufnahme von 1840 als Im Busche verzeichnet. Ab der Preußischen Neuaufnahme von 1892 ist der Ort auf Messtischblättern der TK25 teils unbeschriftet, teils als Busch verzeichnet.  
1818 lebten fünf Menschen im als Kotten kategorisierten Ort Im Busch.
Das Gemeindelexikon für die Provinz Westfalen gibt 1885 für Busch eine Zahl von 40 Einwohnern an, die in vier Wohnhäusern lebten. 1895 besaß der Ort vier Wohnhäuser mit 30 Einwohnern und gehörte kirchlich zum evangelischen Kirchspiel Herzkamp, 1905 zählte der Ort vier Wohnhäuser und 28 Einwohner.
Am 1. Januar 1970 wurde das Amt Haßlinghausen aufgelöst und die amtsangehörige Landgemeinde Gennebreck mit Busch in die Stadt Sprockhövel eingemeindet.